# Lonchocarpus fuscopurpureus
Lonchocarpus fuscopurpureus är en ärtväxtart som beskrevs av Townshend Stith Brandegee. Lonchocarpus fuscopurpureus ingår i släktet Lonchocarpus och familjen ärtväxter. Inga underarter finns listade i Catalogue of Life.